# Мотыга

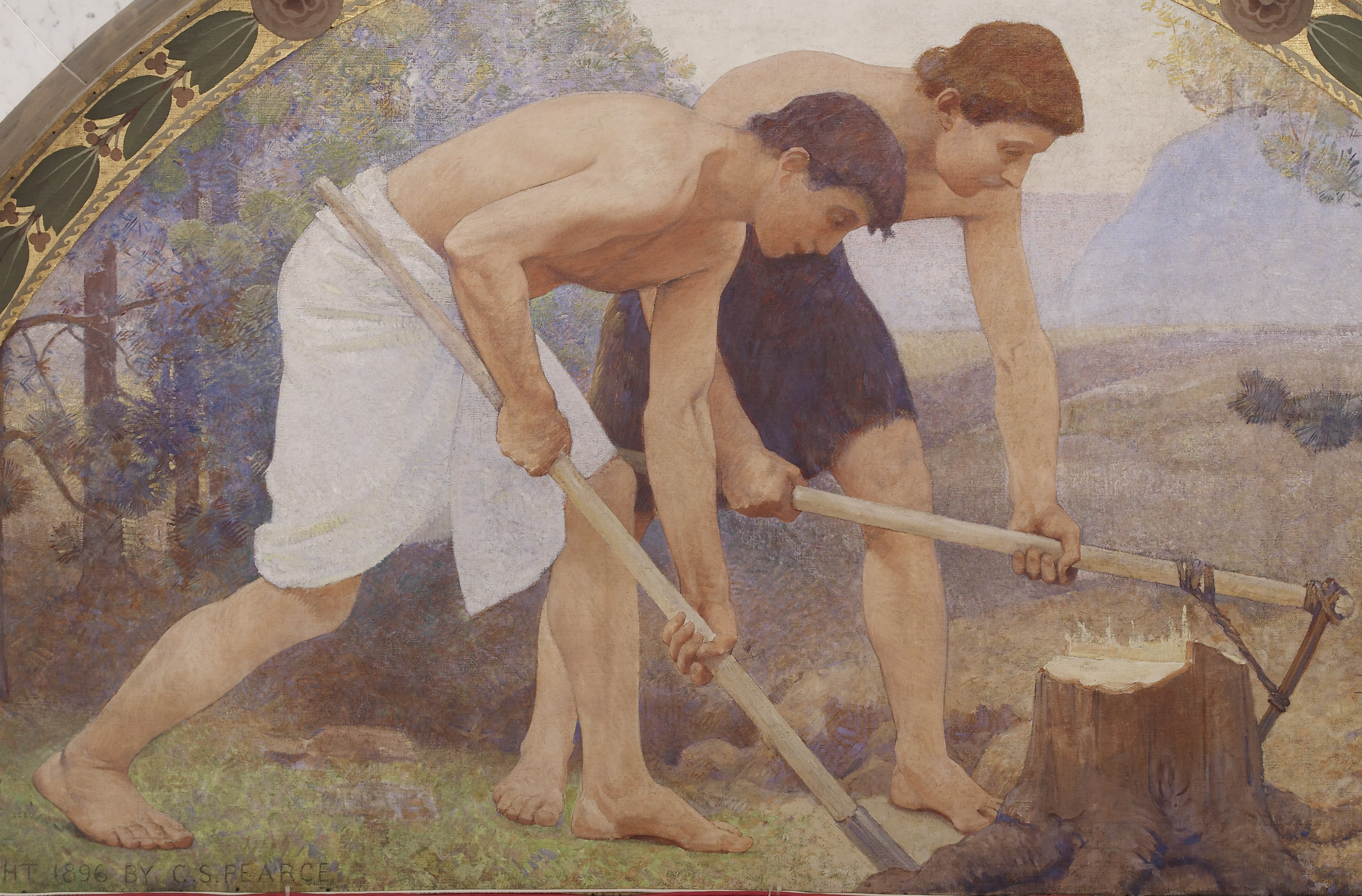
Работа мотыгой.

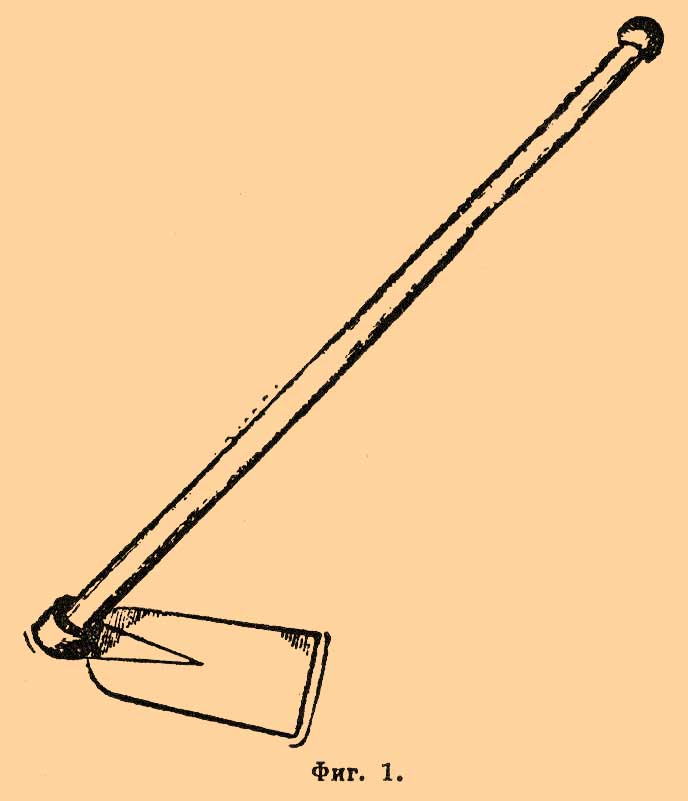
Рис. 1.

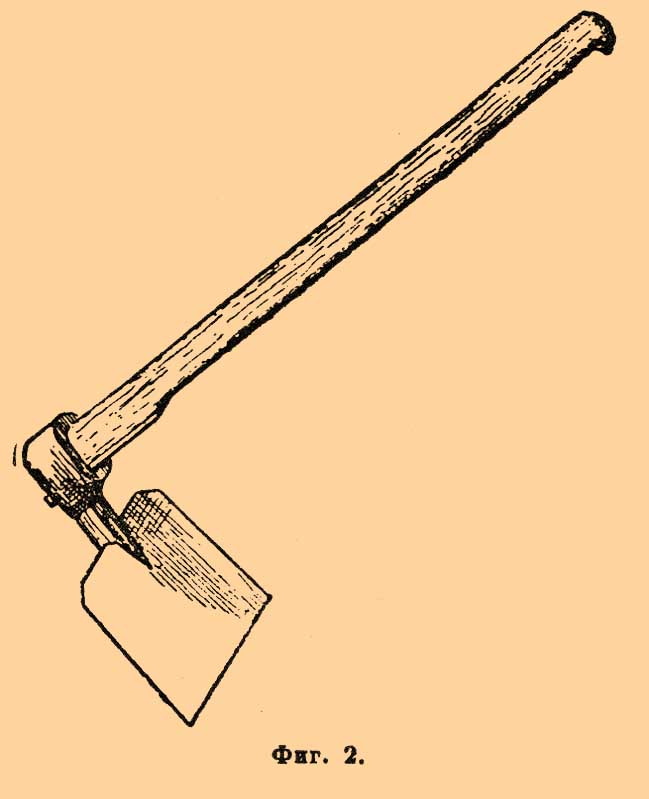
Рис. 2.

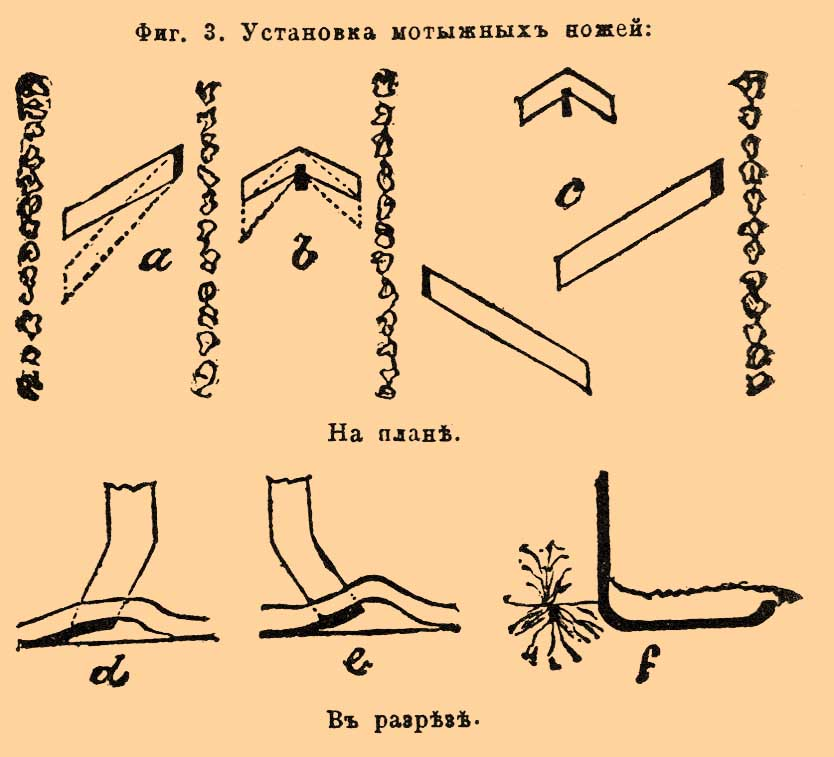
Рис. 3. Установка мотыжных ножей.

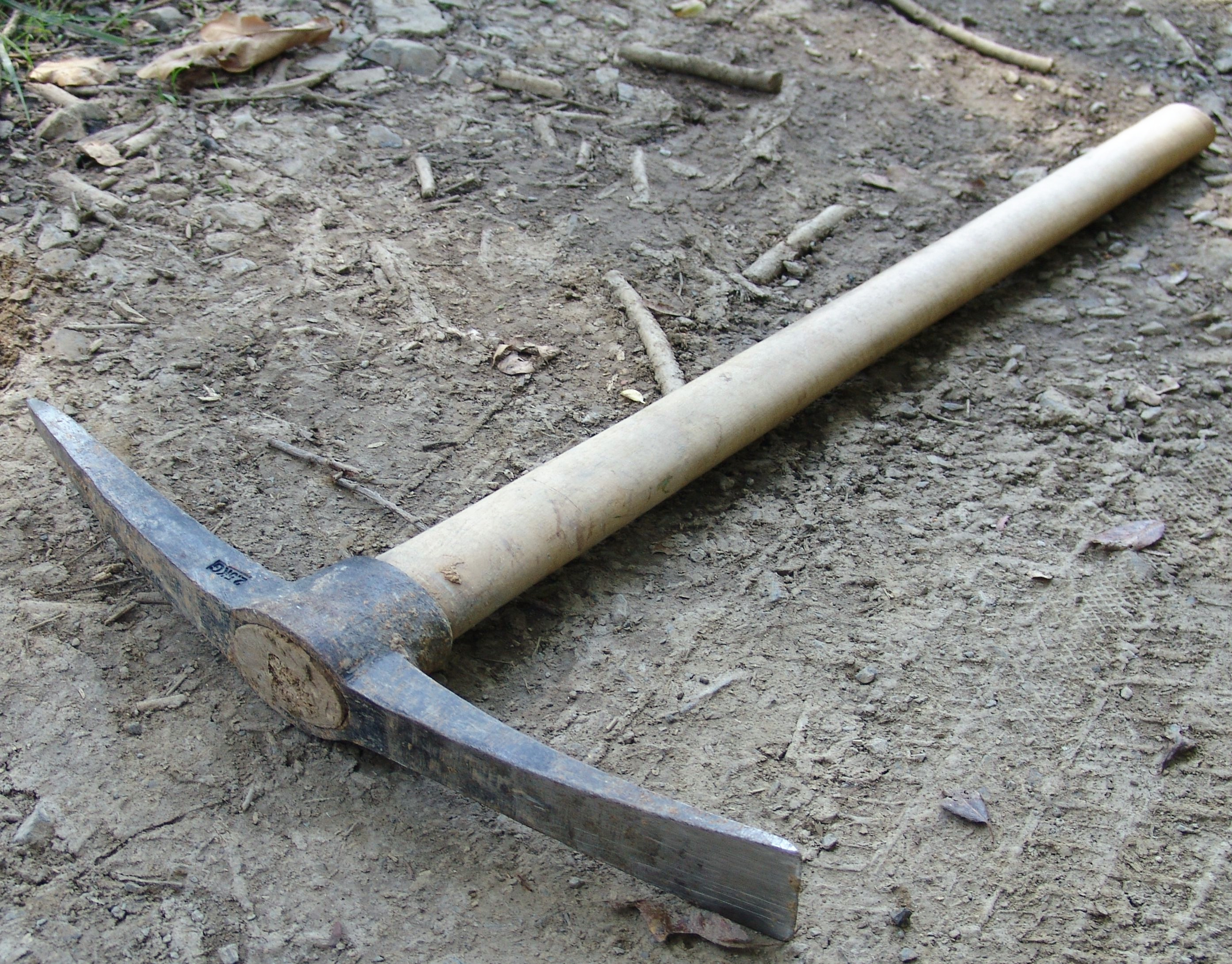
Кирка-мотыга, с кирочным и мотыжным концами, комбинированный инструмент для земляных работ.

Моты́га — ручное сельскохозяйственное орудие для рыхления земли. Другие названия: мотыка, тяпка, цапка, сапка, сапа (южнорусск. от фр. sape), также кетмень (в Средней Азии). Состоит из деревянной рукоятки и поперечно расположенного к ней металлического (раньше также деревянного и каменного) полотна рабочей части. Мотыга может быть выполнена из тонкого листа металла или быть более прочным и тяжёлым инструментом. Рабочая часть может быть узкой или широкой, плоской, изогнутой или лопатообразной. Также лезвийная часть бывает плоской или выпуклой. Лёгкая мотыга применяется для рыхления земли и прополки сорняков. Она иногда дополняется небольшими вилами или граблями. Более тяжёлый кетмень применяется также для копания земли, вместо лопаты. А мощные мотыги, называемые также кайлом или киркой, — для копания тяжёлого грунта и при добыче каменных пород. Последние часто бывают двухсторонние, то есть имеют собственно мотыжное полотно и четырёхгранный шип.

## История
Известна со времён мезолита, появляется в Передней Азии, позднее распространяется в другие страны. Изображение мотыги присутствует на навершии булавы правителя додинастического Египта Скорпиона II, а в шумерской мифологии она считалась изобретением верховного бога Энлиля. Символизирует сельский пролетариат и сельхозпроизводителей в геральдике ряда государств.
Из использования не по сельскохозяйственному предназначению особо в истории запомнились применения мотыги как холодное оружие для казней в ходе геноцида в Кампучии, осуществляемыми красными кхмерами из-за дешевизны и общедоступности в условиях преимущественно аграрной политики и производств при тогдашнем политическом режиме Пол Пота. 

## Из энциклопедии Брокгауза и Ефрона

### I. Мотыга для почвы в лесах
Мотыга состоит из железного налопатника весьма различной формы, насаженного на длинную рукоятку, с которой он образует угол от 60° до 90°. При насадке налопатника под углом в 60° (фиг. 1), он, при ударе в землю, срежет лишь тонкий слой земли.
При насадке под углом в 90° (фиг. 2) налопатник входит глубоко в почву и отворачивает крупную глыбу земли.
Первый способ насадки употребляют для лущильных мотыг, с помощью которых срезают тонкие дернины, преимущественно на плотных почвах, второй — для глубокого взрыхления почвы. Форма налопатника — различна: для мелкой обработки и для работы на более легких почвах следует предпочесть более широкий налопатник (фиг. 2), для взрыхления на большую глубину и для работы на тяжелых почвах ширина налопатника должна быть уменьшена, а вышина увеличена (фиг. 1). Крайний предел уменьшения ширины налопатника представляет мотыга, носящая название кирки и применяемая для обработки каменистых почв. Применяются также, впрочем, двух-, трех- и четырёхзубые мотыги, зубцы которых, соединенные поперечным бруском, имеют цилиндрическую форму и заострены на конце; такие мотыги употребляют для вторичной обработки почвы, то есть для размельчения комьев, на которые разбивается земля посредством широкой мотыги. Иногда такую мотыгу, состоящую из нескольких зубьев и напоминающую по форме налопатника грабли, соединяют с широкой мотыгой общим ушком, которым налопатник насаживается на рукоятку: из таких сложных мотыг чаще всего описывается грабле-мотыга Штокгаузена. Работа такими сложными мотыгами, однако, менее производительна, нежели работа двумя различно устроенными мотыгами, находящимися в руках двоих рабочих (если, по условиям работы, это возможно).
Обыкновенно налопатник имеет форму прямоугольника, иногда трапеции. Нижний край должен быть наварен сталью и отточен. В зависимости от некоторых условий, этот край изменяет своё прямолинейное очертание: так, на сильно задернелых почвах удобны мотыги, режущий край которых имеет тупоугольный вырез, чем облегчается перерезывание (а не перерубание, как при прямолинейном крае) находящихся в почве корней; на каменистых почвах следует предпочесть мотыгу с закругленным краем, так как при такой форме налопатник не останавливается на попавшемся на его пути камне, а соскальзывает с него. Обработка почвы сплошь с помощью мотыг требует довольно значительного количества рабочей силы: для снятия тонких дернин широкой мотыгой требуется от 120 до 150 взрослых рабочих на десятину; для обыкновенного взрыхления требуется на десятину: на глубину до 2 вершков — от 25 до 70 рабочих; на глубину до 3 вершков — от 45 до 100 рабочих; на глубину до 4-5 вершков — от 75 до 120 рабочих; на глубину до 6-7 вершков — от 100 до 200 рабочих в зависимости от степени плотности почвы. Взрыхление тысячи мест, площадью около 1/4 квадратных аршин каждое, требует от 1,5 до 2,5 рабочих дней; вдвое больших мест — от 3 до 5 и вдвое меньших — от 1 до 2. Обработка на глубину 4 — 5 вершков полосы, шириной ³/4 аршин, требует на 100 погонных сажень от 1 до 1,5 рабочих дней на легкой почве и от 2 до 3 — на тяжелой.

### II. Мотыга — ручное и упряжное сельскохозяйственное орудие
Применение ручной мотыги в мелких хозяйствах: для разбивания глыб, разделки и перекопки новых земель для культуры, выкапывания клубней и пр. Устройство ручной мотыги см. выше. При значительных размерах хозяйства пользуются чаще конными мотыгами. Главное их назначение — обработка междурядий растений, возделываемых рядами или гнездами. Мотыги устроены в виде ножей плужных корпусов, зубьев и лап. Ножи или скребки — наиболее употребительная форма — делаются одно- и двухсторонними. Черенок ножа верхней частью скреплён с рамой машины, а режущая его часть отходит от черенка под прямым углом, параллельно поверхности поля.
Для успешной работы на твёрдых почвах эта часть отогнута несколько назад (фиг. 3, а), так что угол, образуемый такой постановкой ножа по направлению тяги, всегда, смотря по состоянию пахоты, более или менее острый. Длина ножа не должна превышать известной меры; при широких междурядьях лучше пользоваться двусторонними ножами (b) или устанавливать по 2 односторонних (с). Для достижения более совершенного крошения отрезанного от материка слоя почвы поверхности ножа, по его поперечному сечению, придают либо выпуклую (d), либо вогнутую (e)  форму. В первом случае отрезанный слой почвы крошится сильнее снизу, при срезе с материка, и менее сверху, при сползании его с ножа, во втором — наоборот. Для обеспечения всходов целесообразно загибать свободный конец ножа немного кверху (f). Устройство зубьев и лап, заменяющих нож, такое же, как у культиваторов. Между конными мотыгами нужно отличать однорядные и многорядные. В многорядных орудиях весьма важно, чтобы действующие части, сохраняя расстояние между собой постоянным, в то же время могли изменять направление сообразно направлению рядов, так как иначе они могут повреждать растения. Всего легче продвигается работа, если предшествующий посев произведён был из сеялки, одинакового размера (по ширине и числу рядов) с мотыгой; тогда рабочий, следя только за одним крайним рядом и направляя колеса по следам сеялки, направляет в то же время и весь аппарат.
Действующие части конных мотыг должны быть прикреплены к станку так, что возможна расстановка их в каждом отдельном случае сообразно ширине междурядий, а также возможна замена одних частей другими: для уничтожения коры и срезания сорных трав — ножи, для выдёргивания корней сорных трав и более глубокого разрыхления почвы — несколько выпуклые лапы, для приваливания земли к растениям — двукрылые плужки. Особенно пригодными для мотыжения хлебов считаются машины, у которых каждая отдельная часть или в некоторой совокупности с другими (например, по 3) прикреплена к рычагу, так что нужна известная тяжесть, накладываемая на рычаги, чтобы можно было ими разрыхлять почву на большую глубину. Для ограждения всходов от возможного повреждение со стороны машины в некоторых мотыгах служат добавочные части: шайбы, прикрепляемые по сторонам ножей, или вогнутые катки, пропускающие под собой ряды молодых растений. Станок мотыги устанавливают на 2-колёсном ходу, снабжают оглоблями, а иногда и направляющим 1-колёсным передком, что даёт возможно быстро изменять направление машины, когда ножам приходится работать почти вплотную, как это бывает при мотыжении хлебов.
Существует также кирка-мотыга. У неё как и у тяпки есть помимо мотыги ещё и кирка, только у тяпки вила.

## В геральдике

Мотыга на флаге Мозамбика
Мотыга на гербе Анголы
Мотыга на гербе Зимбабве
Мотыга на гербе Танзании